# 慈照寺 (瑞浪市)
慈照寺（じしょうじ）は、岐阜県瑞浪市日吉町宿洞にある曹洞宗の寺院。山号は恵日山。

## 歴史
古くは日之宮の神宮寺とも酒波神社の別当寺とも伝わるが詳細は不明である。
天慶2年（939年）関東で反乱を起して敗れた平将門の子（弟とも）の定丸は、信濃の山奥に隠れ住んでいたが、平将門一族の菩提を弔うために修行を積んで僧侶となり慈照と名乗った。
この地に来て榎木のもとで37日間読経を続けたという。
日の出前に、丑寅の方角にある大杉の元が輝いていた。そこで日の玉（大型の巻貝ビカリアの化石）を発見し、その日の玉を安置し日の宮を造立した。そして奥之院として榎木山 慈照寺を開創したと伝わる。
本尊は十一面観世音菩薩で、高山の廃寺となった寺から迎えたものである。
寛文7年(1667年)、本寺・末寺の改めに伴い、増福寺と同様に、寺・村役人・檀家も承諾して開元院を本寺として末寺帳を書き上げることに同意した。
開元院十二世嶺外秀存を勧請開山に迎え、別山芳傳が中興となって榎木山から恵日山に改号した。
元禄元年(1688年)以降は、開元院の客末寺となって今日に至っている。
元禄の本末制度によって諸役御免・小使役不割当を条件に、それまで他の門派であった開元院の末寺となることを承知したもので、本末制度の実態をここに知ることができる。
昭和39年(1964年)、原因不明の火災により全焼してしまったが、再興されて、山門も再建され、梵鐘も鋳造され鐘楼堂も建立された。
化石を御神体とする例は全国各地に見られるが、慈照寺では日霊縁起による日の宮の御神体として保管していた日の玉(十二曲の巻貝)の大型化石は、上記の火災により焼失したが、現在も寺宝として別の巻貝の化石を大切に保管している。

## 境内

### 廻国塔
天明年間(1781年～1789年)の頃の造立と推定される。 
慈照寺の廻国塔は、光背型の十一面観音石像で、光背部に「奉納大乗妙典六十六部日本廻国」とあるが、廻国者名は刻まれていない。

### 善光寺如来三尊碑
明治15年(1882年)造立の善光寺阿弥陀如来文字碑である。

### 百万遍念仏碑
「明治三十八年」とだけ刻まれている百万遍念仏碑であるが、ここでも大勤行が行われたことが判るものである。

## 日の玉縁起
三野国津田の庄青葉の里、日吉日天宮の来由を委しく尋ぬるに、天地開闢の昔より地気中央に集り、東国より西国迄晴ぎる叓年久く、然るに人皇七代孝霊天皇五年に当って、三野国中央石の際より靄気東西へ晴渡りて□□□ぬ、其時近州の水海・駿州の富士一時に見えそめけるとぞ、其時分此所の山々の麓、みな海にして美形の魚類・貝類多く日神・月神の食物なりと言伝う、年移り時去って陸地となり、諸木生じて若葉を栄へける深山幽谷の合間なりといえども、月吉日吉里をならべて陰陽和合の正中なれば、草木五穀豊熟にして、昔より一年も天災を請る事なし、爰に桓武天皇五代鎮守府将軍良将の嫡子相馬の小次郎将門別腹の弟に定丸といえる人有り、天慶弐年の冬の頃将門謀叛事顕れて、同三年の春将門始め家門郎党ことごとく討死におよびけるが、定丸一人幼少なれバ家人にいぎなわれ、信濃の国の山奥に隠れたまいけるが、共に冥途の道連と覚悟を極め被成しが、心中に深く慮りて今爰にて消果なバ、 一門郎等の菩提誰有って弔むやと無念の涙にくれながら、ある道場に入って御弟子と成り、法体して諸国行脚を志し給い、日夜の修業おこたらずして、愚怠なる者には法を説き、うへたる者には米銭をあたへ給う故、世の人其慈しみを感じ慈照禅師とぞ号したる、禅師常々思たるハ我日の本の日の本を尋ねんと、此里の榎の宿に来りたまい、里人に問わせけるが年暦久しき事にして、あえて知る人無けれバ、三七日が間、毎朝榎の木の本に出給い、読経し陽光を拝し給うに、ある日未だ日の出前なるに、丑寅の方に当って大杉の尾迄に日光輝く処有り、尋寄て是を見るにーつの名玉を得たり、其形十弐曲りにして霊形の貝石なり、西ニ当って陰光残りとゞ まる谷あり、同じく同様の名玉也、初の名を日の玉と号す、貝類ハ神代の食物なれバ、日の御下りとも、日の糞とも唱えて、慈照禅師一寺を築きて、日の玉を安置して一社を造立して日の宮を祭り、勅免有って榎の木山慈照寺と号しける、然るにしてより此かた霊験日々にあらたかにして、折ふし不思議の奇瑞度々なるにより、近国近辺ハ不申及、往来の貴賎歩みを運ぶ事とハなりき、中央大極の地なれバ陰陽順くわんの地にして四方五、六里の内ハ、たとへ干損水損の年たりといへども多分の甲乙なく成じようせずという事なし、是れ此神の奇瑞なり、依て陰不足陽不足の国所ハ深く信心の人々ハ寄得ありなりき、殊ニ蚕がいの違ふ事なく、親子不仲、夫婦不和合すべて陰陽つり合悪しき所より発する事、此宮寺に願をむすびて感応あらずといふ事なし、志有る人々ハいのりて諸願を懸け給へ、成就うたがい有るべからずと言
宝永七年庚虎春三月板行　榎木山慈照寺現住　嘉永二年乙酉秋九月再板　同 山同 寺現住

## 天津日神社
慈照寺の近くにある天津日神社が、平安時代に「萬世（よろずよ）をとぎ澄み神の日之御霊 ここより永世の明り立つらん 」と詠まれた日之宮であり、慈照寺は、その「日のおさがり」を探し当てた平将門の子が建立した寺だと伝えられている。

## 関連リンク
- 慈照寺　瑞浪市観光協会
- 月の宮 (瑞浪市)　隣接する月吉にあって、「日の玉」と対になる「月の玉」をご神体としている。